# Алебиосу, Райан
Райан Алебиосу (англ. Ryan Alebiosu; род. 17 декабря 2001, Лондон) — английский футболист, защитник клуба «Блэкберн Роверс».

## Карьера

### «Кру Александра»
Воспитанник футбольной академии лондонского «Арсенала», к которой присоединился в возрасте 8 лет. В структуре английского клуба футболист прошёл все юношеские и молодёжные команды. С июля 2020 года футболист стал выступать за молодёжную команду клуба в возрастной категории до 23 лет. Впервые в заявку основной команды клуба футболист попал 20 января 2022 года в матче Кубка Английской футбольной лиги против «Ливерпуля». В конце января 2022 года футболист на правах арендного соглашения присоединился к английскому клубу «Кру Александра», соглашение с которым рассчитано до конца сезона. Дебютировал за клуб футболист 1 февраля 2022 года в матче против клуба «Джиллингем», выйдя на поле в стартовом составе. В конце февраля 2022 года футболист получил травму спины и выбыл почти до конца сезона. По итогу сезона футболист вместе с клубом завершил чемпионат на итоговом последнем месте. По окончании срока арендного соглашения футболист покинул клуб.

### «Килмарнок»
В июле 2022 года футболист на правах арендного соглашения присоединился к шотландскому клубу «Килмарнок», соглашение с которым рассчитано до конца сезона. Дебютировал за клуб футболист 23 июля 2022 года в матче Кубка шотландской лиги против клуба «Стенхаусмюир», выйдя на поле в стартовом составе. Дебютный матч в шотландском чемпионате футболист сыграл 30 июля 2022 года против клуба «Данди Юнайтед», выйдя на поле в стартовом составе. Вместе с клубом футболист дошёл до полуфинала Кубка шотландской лиги, где 14 января 2023 года уступили «Селтику». В рамках Кубка Шотландии футболист вместе с клубом дошёл до стадии четвертьфинала, где 10 марта 2023 года уступили клубу «Инвернесс Каледониан Тисл», однако сам футболист остался на скамейке запасных. По итогу сезона футболист вместе с клубом завершил чемпионат на итоговом десятом месте. На протяжении сезона футболист выступал за клуб роли одного из основных игроков, преимущественно выходя на замену, результативными действиями не отличившись. по окончании срока арендного соглашения футболист покинул клуб.

### «Кортрейк»

#### Сезон 2023/24
В сентябре 2023 года футболист перешёл в бельгийский клуб «Кортрейк», с которым заключил трёхлетнее соглашение. Дебютировал за клуб футболист 23 сентября 2023 года в матче против клуба «Шарлеруа», выйдя на замену на 72 минуте. Первым результативным действием за клуб футболист отличился 29 сентября 2023 года в матче против клуба «Серкль Брюгге», отдав голевую передачу. Однако футболист вскоре выбыл из распоряжения клуба на месяц из-за полученной травмы. В матче 2 декабря 2023 года против клуба «Эйпен» футболист снова получил травму и был заменён в начале второго тайма. По итогу сезона футболист вместе с клубом завершил чемпионат на итоговом предпоследнем месте, отправившись в стыковые матчи за сохранение прописки в элитном дивизионе. По итогу стыковых матчей бельгийский клуб победил «Ломмел», сохранив прописку в чемпионате, однако сам футболист присутствовал на скамейке запасных лишь в ответной встрече. На протяжении сезона футболист выступал за клуб в роли игрока замены, большую часть матчей пропустив из-за травм, отличившись своей единственной голевой передачей.

#### Сезон 2024/25 (аренда в «Сент-Миррен»)
Новый сезон футболист начал с матча 28 июля 2024 года против «Гента», выйдя на поле в стартовом составе. Первым результативным действием за клуб футболист отличился 28 июля 2024 года в матче против клуба «Серкль Брюгге», отдав голевую передачу. За первую половину сезона футболист успел отличиться за бельгийский клуб 2 голевыми передачами. В феврале 2025 года футболист на правах арендного соглашения присоединился к шотландскому клубу «Сент-Миррен», соглашение с которым рассчитано до конца сезона. Дебютировал за клуб футболист 16 февраля 2025 года в матче против клуба «Хиберниан», выйдя на поле в стартовом составе. Первым результативным действием за клуб футболист отличился 29 марта 2025 года в матче против клуба «Килмарнок», отдав голевую передачу. По итогу сезона футболист вместе с клубом завершил чемпионат на итоговом шестом месте в турнирной таблице. На протяжении сезона футболист выступал за шотландский клуб в роли одного из ключевых игроков, отличившись 2 голевыми передачами. По окончании срока арендного соглашения футболист покинул клуб.

### «Блэкберн Роверс»
В июле 2025 года появилась информация, что английский клуб «Блэкберн Роверс» близок к подписанию контракта с футболистом. 10 июля 2025 года Алебиосу официально присоединился к английскому клубу, поставив подпись под трёхлетней сделкой. 9 августа 2025 года игрок дебютировал за новую команду в рамках первого тура Чемпионшипа сезона 2025/26, выйдя на игру против «Вест Бромвич Альбион» в основном составе, а «бродяги» уступили со счётом 1:0.